# Doppelasteroid

Hauptkörper (groß, innen) und Begleiter (klein, außen) umkreisen das Baryzentrum

Ein Doppel-Planetoid oder Doppel-Asteroid ist ein System zweier gravitativ gebundener Asteroiden, die sich um einen gemeinsamen Schwerpunkt bewegen. Ist ein Körper deutlich größer als der andere, dann spricht man in der Regel vom Mond oder Satellit des Asteroiden oder auch von einem Asteroidenmond oder Planetoidenmond. Aus bahnmechanischer Perspektive ist ein solches System vergleichbar mit dem Erde-Mond-System oder mit Doppelsternen.
Im Gegensatz zum Doppel-Asteroid spricht man von einem Asteroid Pair, wenn keine gravitative Bindung (mehr) besteht, aber ein weniger als 1 Million Jahre zurückliegender, gemeinsamer Ursprung in den heliozentrischen oskulierenden Bahnelementen errechnet wird. 
In manchen Fällen kommt es  zum Kontakt zwischen beiden Asteroiden und die beiden ursprünglichen Teile formen einen gemeinsamen unregelmäßig geformten Asteroiden, bei dem die beiden ursprünglichen Teile in ihrer Form teilweise erhalten und erkennbar bleiben. Das so entstandene Objekt wird als Kontakt-Binärkörper (engl. contact binary) bezeichnet. Bekanntes Beispiel ist Arrokoth, aber auch bei dem Komet  Tschurjumow-Gerassimenko wird eine solche Entstehung angenommen. 

## Größenverhältnisse

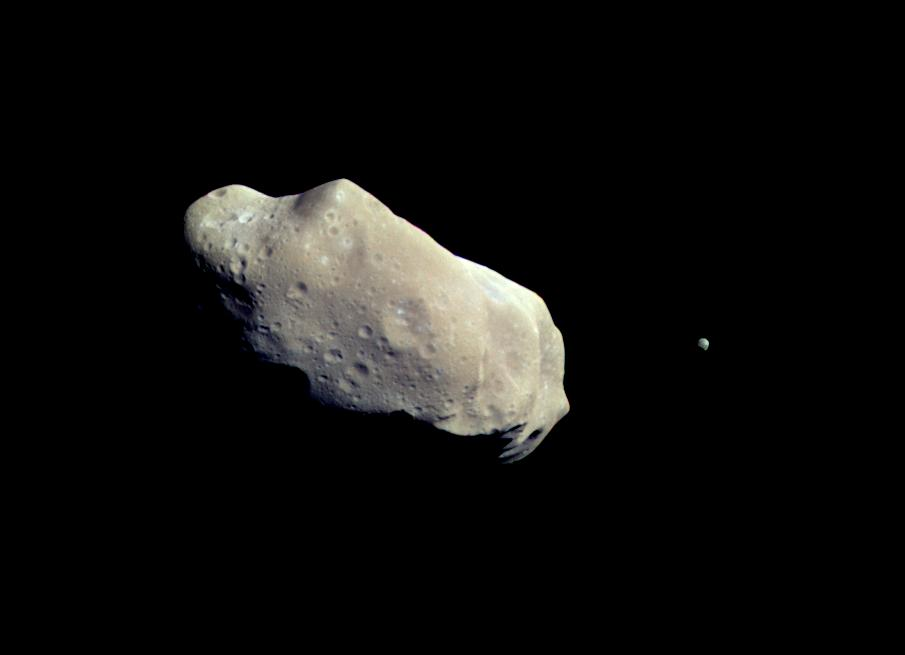
Asteroid Ida (links) mit Mond Dactyl (rechts)

Für die Größenverhältnisse zwischen Hauptkörper und Begleiter gibt es prinzipiell keine Einschränkungen. So sind zwei annähernd gleich große Körper möglich (Verhältnis ca. 1:1; Beispiele: (617) Patroclus, (58534) Logos) wie auch Körper mit einem Volumenverhältnis von ca. 2500:1, wie am Beispiel (243) Ida und Dactyl zu sehen ist (zum Vergleich, das Volumenverhältnis Erde:Mond ist rund 50:1). (243) Ida war der erste Asteroid, bei dem ein Begleiter entdeckt wurde.

## Umlaufperiode
Aufgrund der vergleichsweise geringen Masse der Asteroiden beträgt der resultierende maximale Abstand für stabile Bahnen oft nur einige Vielfache des Durchmessers des Hauptkörpers. Diese geringe Distanz führt wiederum zu einer kurzen Umlaufperiode (oft mehr als ein Umlauf pro Tag).

## Entstehung
Aufgrund der unmittelbaren Nähe zueinander geht man davon aus, dass beide Körper aus demselben Material bestehen und gleichzeitig nebeneinander entstanden sind oder beide früher einmal einen Körper bildeten, von dem sich aufgrund von Rotation oder eines Einschlags ein Teil trennte.

## Beispiel
Der Doppel-Asteroid (175706) 1996 FG3 hat ein Volumenverhältnis (Hauptkörper:Begleiter) von 42:1 und einen mittleren Abstand von 3 km (2- bis 3-facher Durchmesser des Hauptkörpers). Die Umlaufperiode des Begleiters um das Baryzentrum beträgt 16,2 Stunden. (175706) 1996 FG3 war anfangs als Hauptziel für die ESA-Mission MarcoPolo-R ausgewählt, bei der eine Landung auf dem Hauptkörper und eine Proben-Rückführung vom Asteroiden zurück zur Erde durchgeführt werden soll. Mittlerweile ist der Einzelasteroid (341843) 2008 EV5 das Ziel.